# Aggie Memorial Stadium
Le Aggie Memorial Stadium est un stade omnisports américain, principalement utilisé pour le football américain et le soccer, situé dans la ville de Las Cruces, au Nouveau-Mexique.
Le stade, doté de 30 343 places et inauguré en 1978, sert d'enceinte à domicile à l'équipe universitaire de l'Université d'État du Nouveau-Mexique des Aggies de New Mexico State (pour le football américain et le soccer féminin), ainsi qu'aux écoles lycéennes de l'Onate High School et du Centennial High School.

## Histoire
Le nom du stade rend hommage aux étudiants de l'Université d'État du Nouveau-Mexique ayant combattu durant la guerre de Corée et la guerre du Viêt Nam, et est construit pour la somme de 4 millions $ sur une période de 18 mois.
Le match d'inauguration a lieu le 16 septembre 1978 entre l'équipe de football américain des New Mexico State Aggies (NMSA) et leur rivaux des Miners de l'UTEP (victoire 35-32 des Aggies).
Le record d'affluence au stade a lieu 20 ans (et 10 jours) plus tard le 26 septembre 1998, lorsque 32 993 spectateurs assistèrent à une nouvelle victoire 33-24 des NMSA sur les UTEP Miners.
À l'extrémité sud du stade se trouve le Fulton Athletics Center, une structure de 6 millions $ construite en 2004, abritant les bureaux du club, un centre d'entraînement et une salle de sport.
À partir de 2017, les équipes scolaires des lycées d'Onate et de Centennial jouent leurs matchs à domicile au Aggie Memorial Stadium.

## Événements

### Concerts
| Concerts donnés au Aggie Memorial Stadium | Concerts donnés au Aggie Memorial Stadium | Concerts donnés au Aggie Memorial Stadium | Concerts donnés au Aggie Memorial Stadium | Concerts donnés au Aggie Memorial Stadium |
| Date                                      | Artiste                                   | Première partie                           | Événement                                 | Spectateurs                               |
| ----------------------------------------- | ----------------------------------------- | ----------------------------------------- | ----------------------------------------- | ----------------------------------------- |
| 27 août 1992                              | Guns N' Roses & Metallica                 | Faith No More                             | Guns N' Roses/Metallica Stadium Tour      | 35 373                                    |
| 20 avril 1993                             | Paul McCartney                            | —                                         | The New World Tour                        | 30 058                                    |
| 3 mai 1995                                | Eagles                                    | —                                         | Hell Freezes Over Tour                    | —                                         |

## Galerie

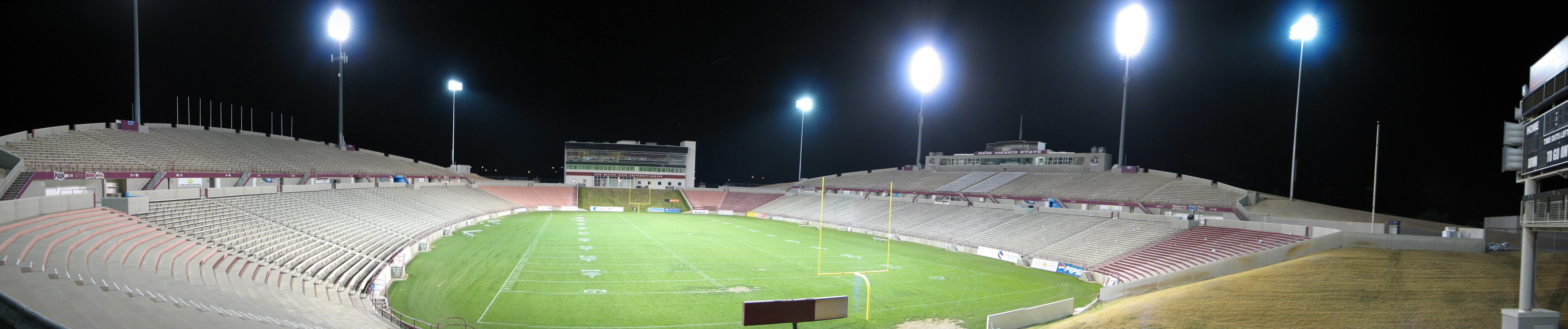
Vue du stade de nuit
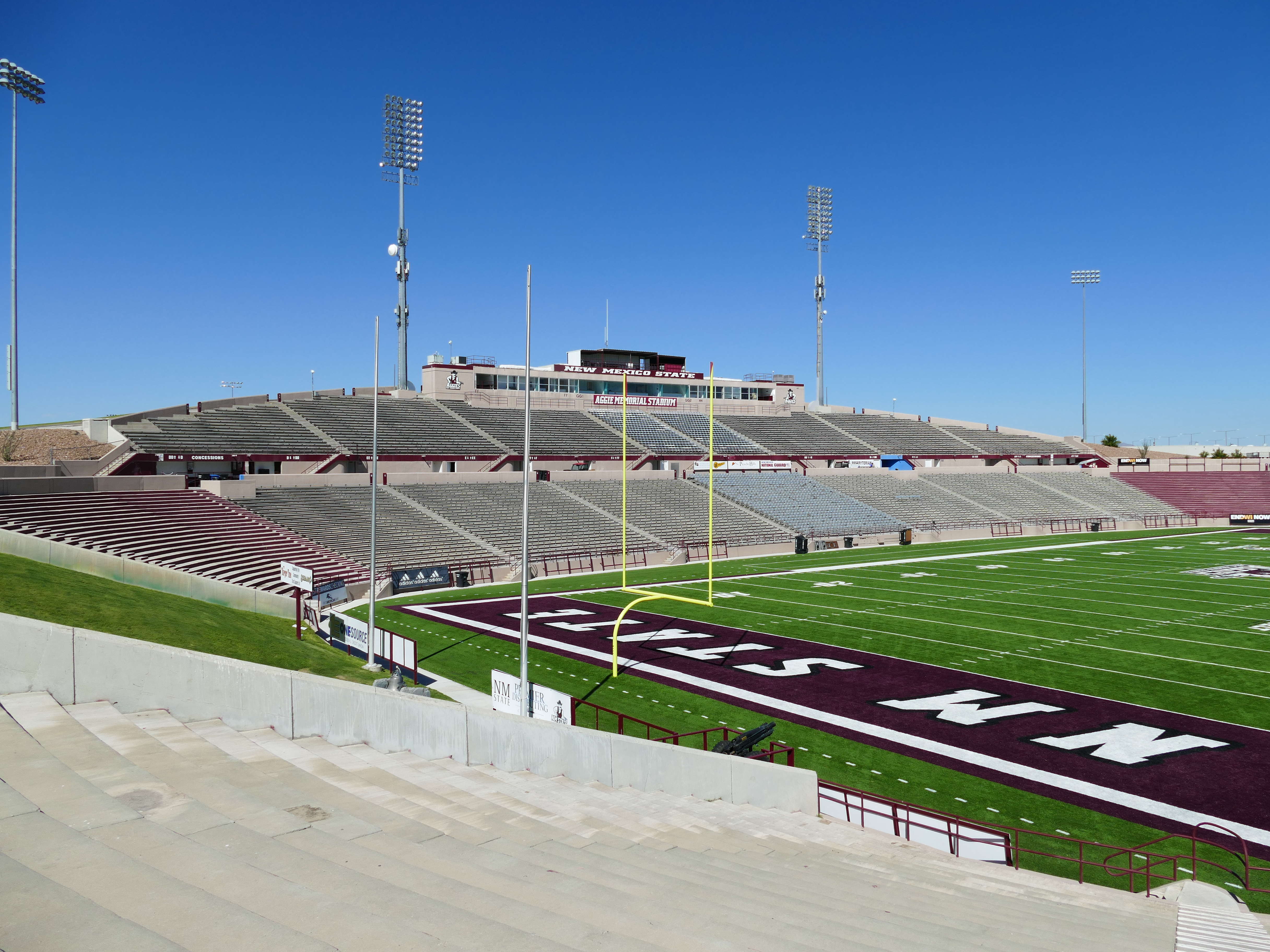
Virage sud n°1
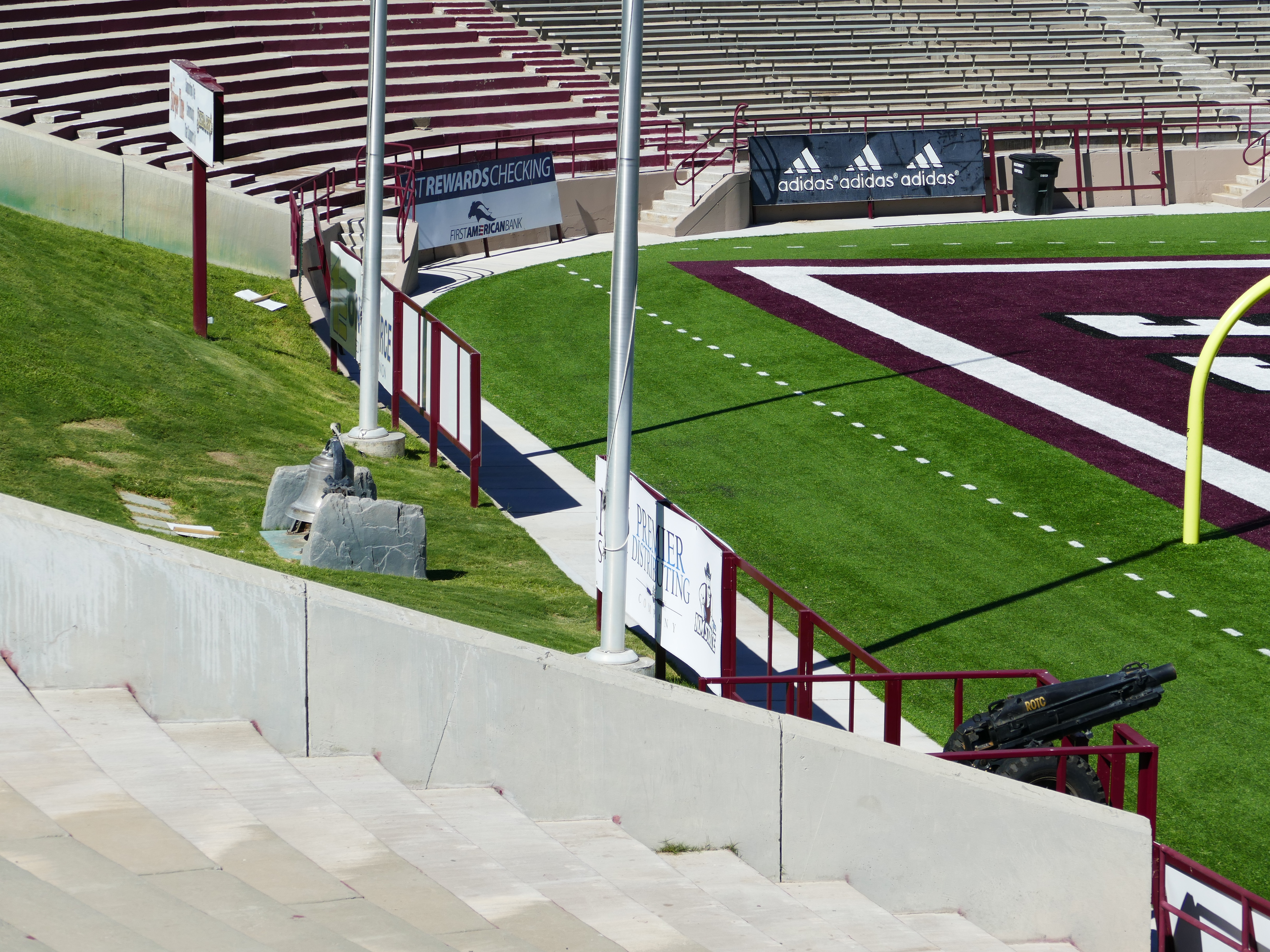
Virage sud n°2
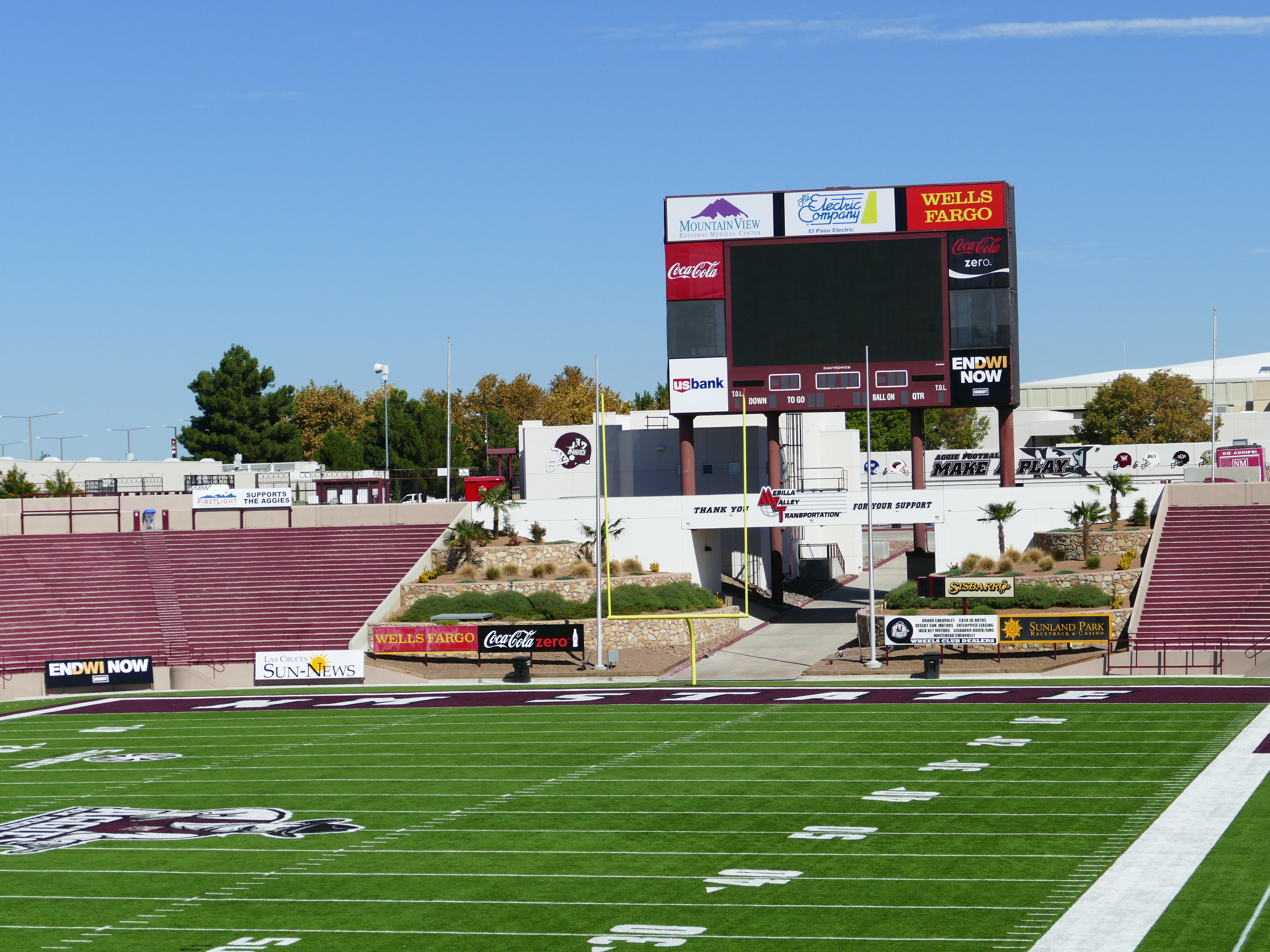
Virage nord
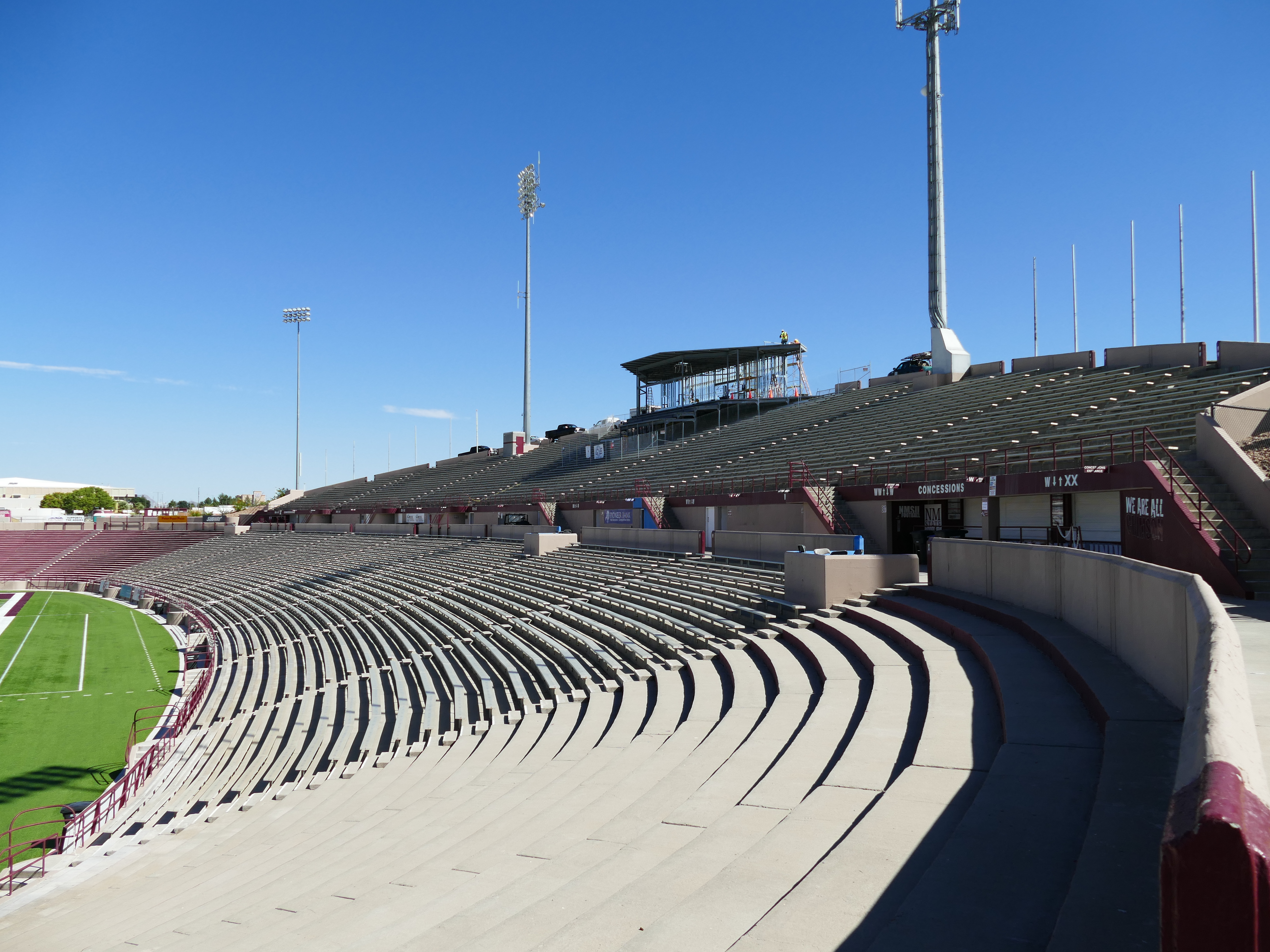
Tribune est
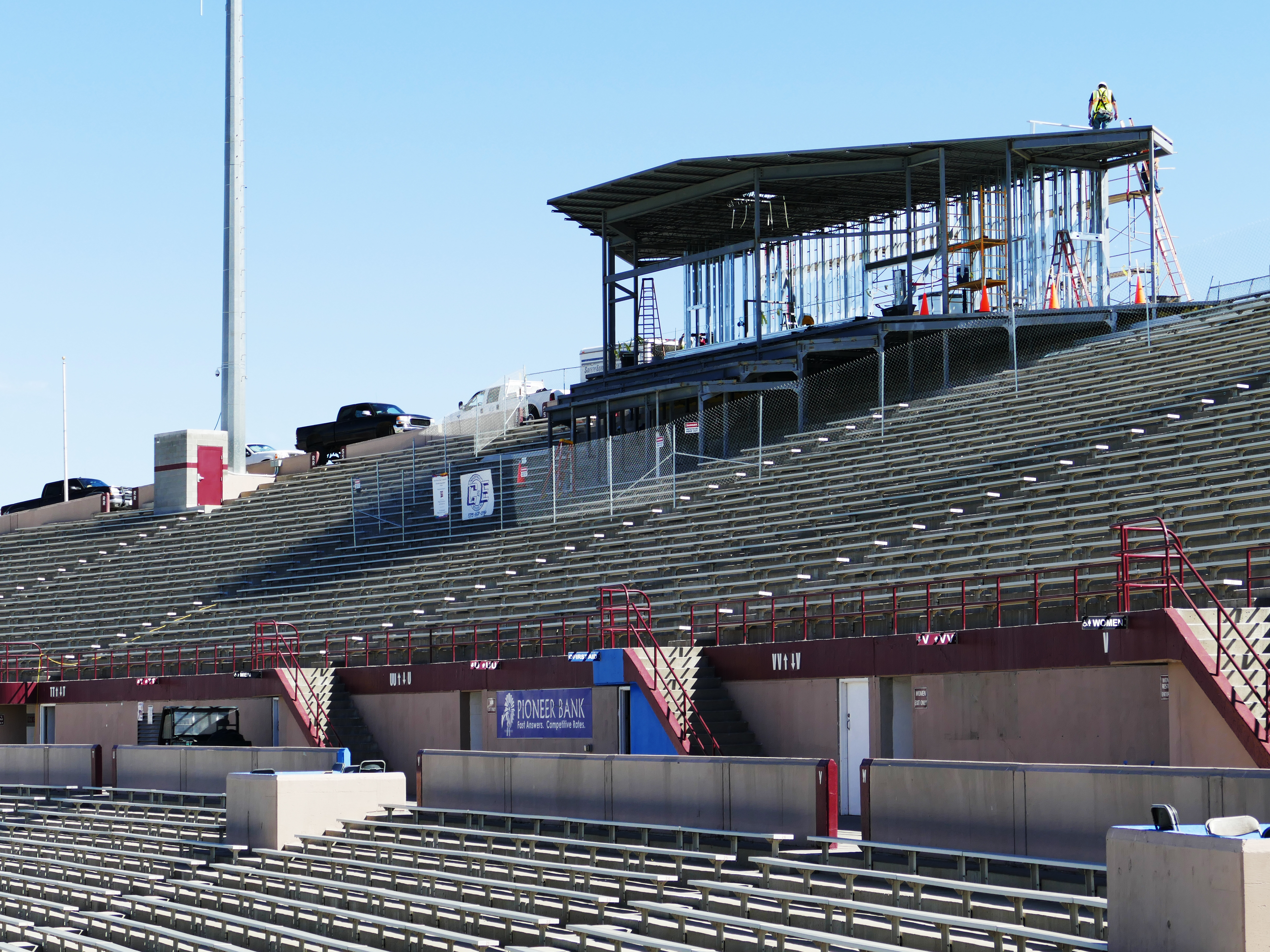
Tribune est et loge
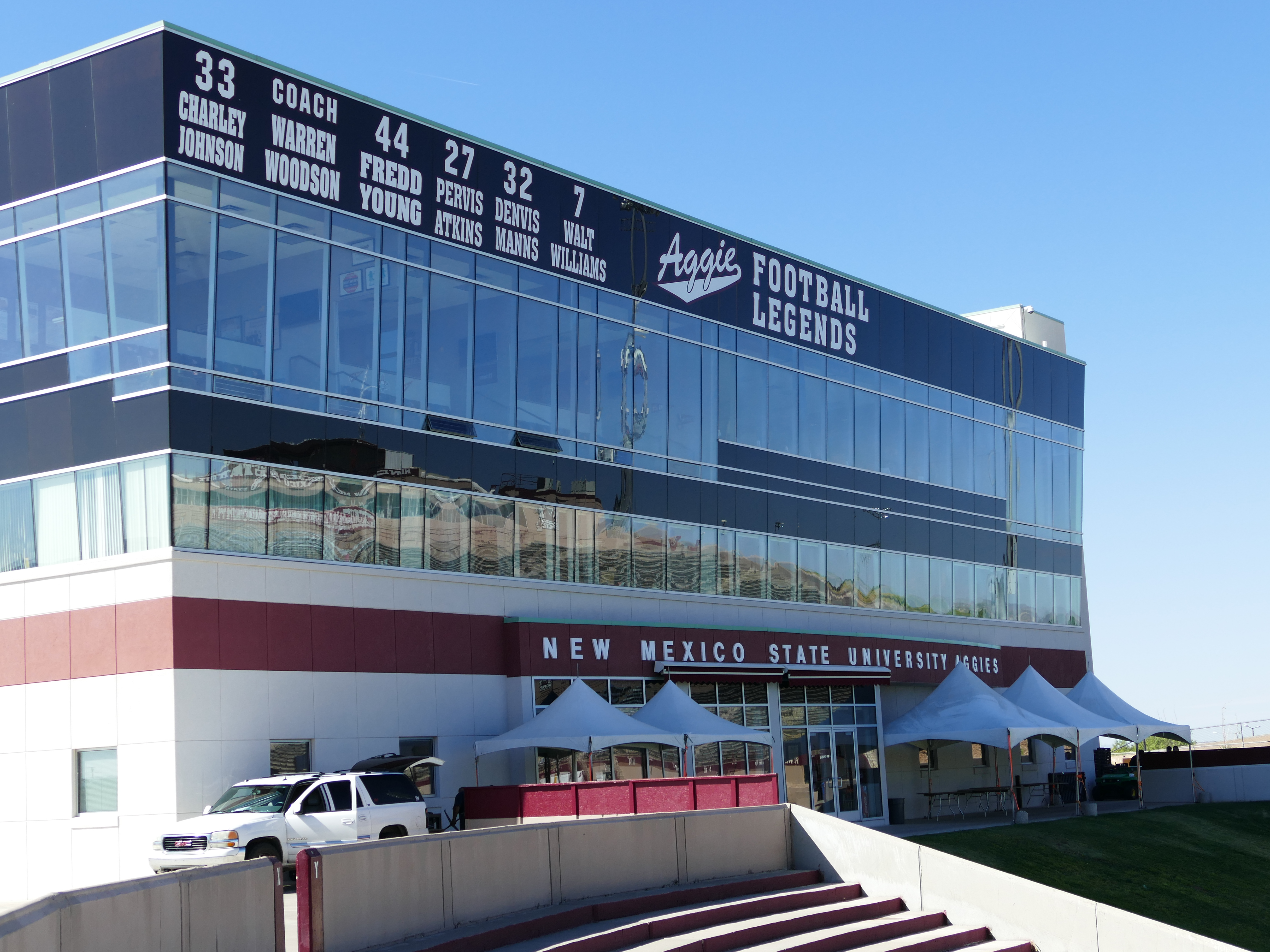
Loge du Fulton Center
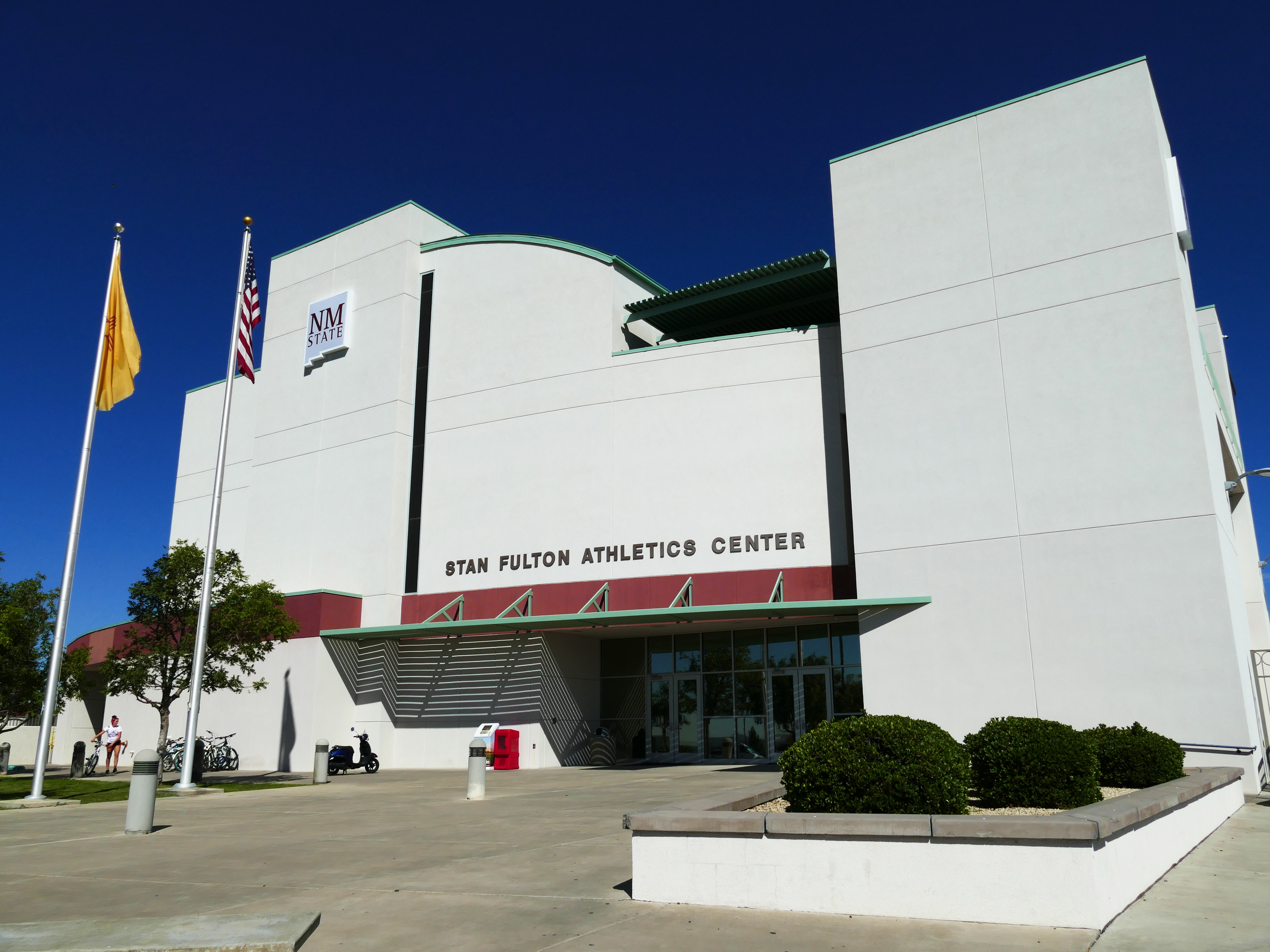
Entrée du Fulton Athletics Center
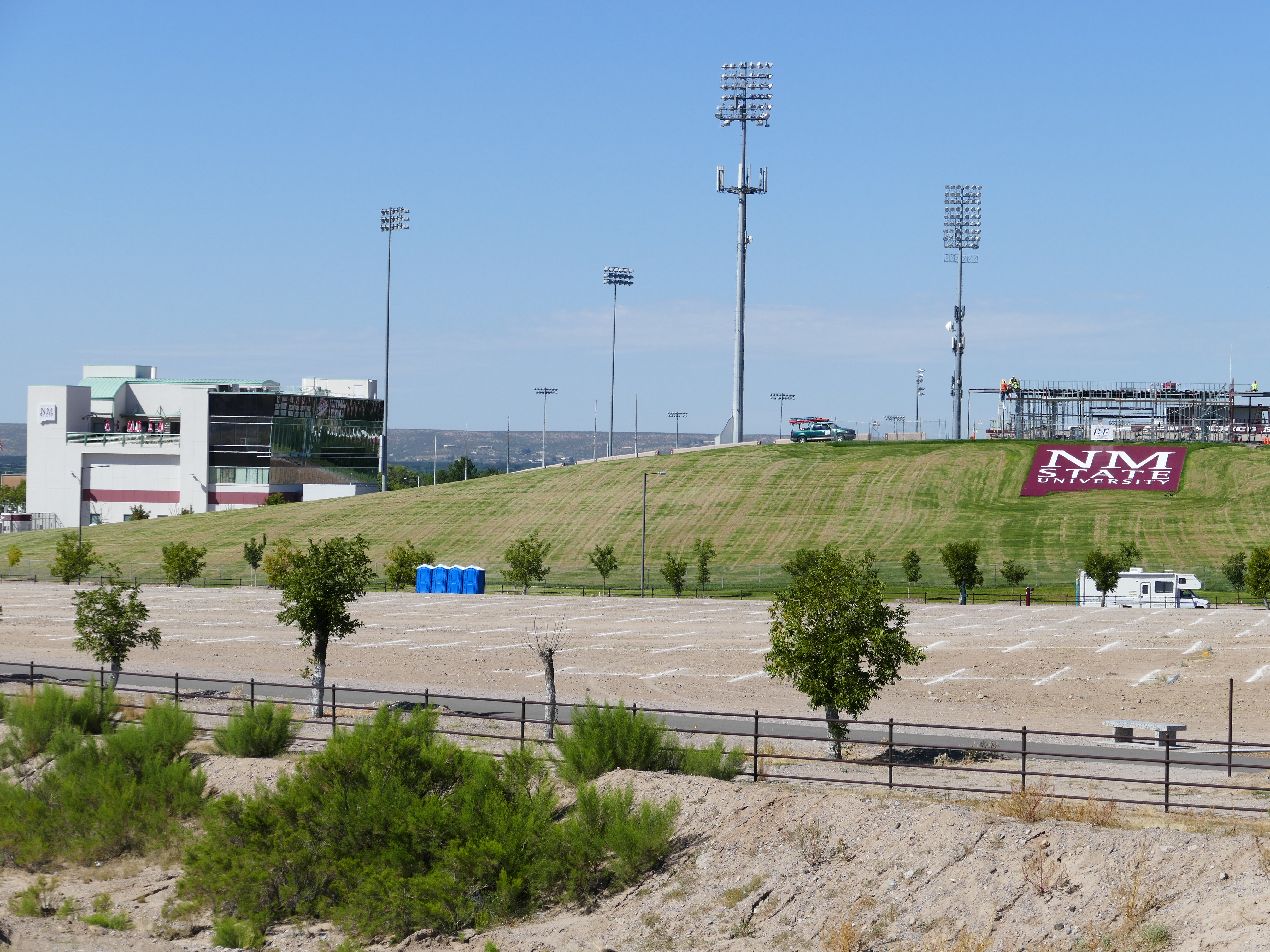
Vue de l'extérieur du stade
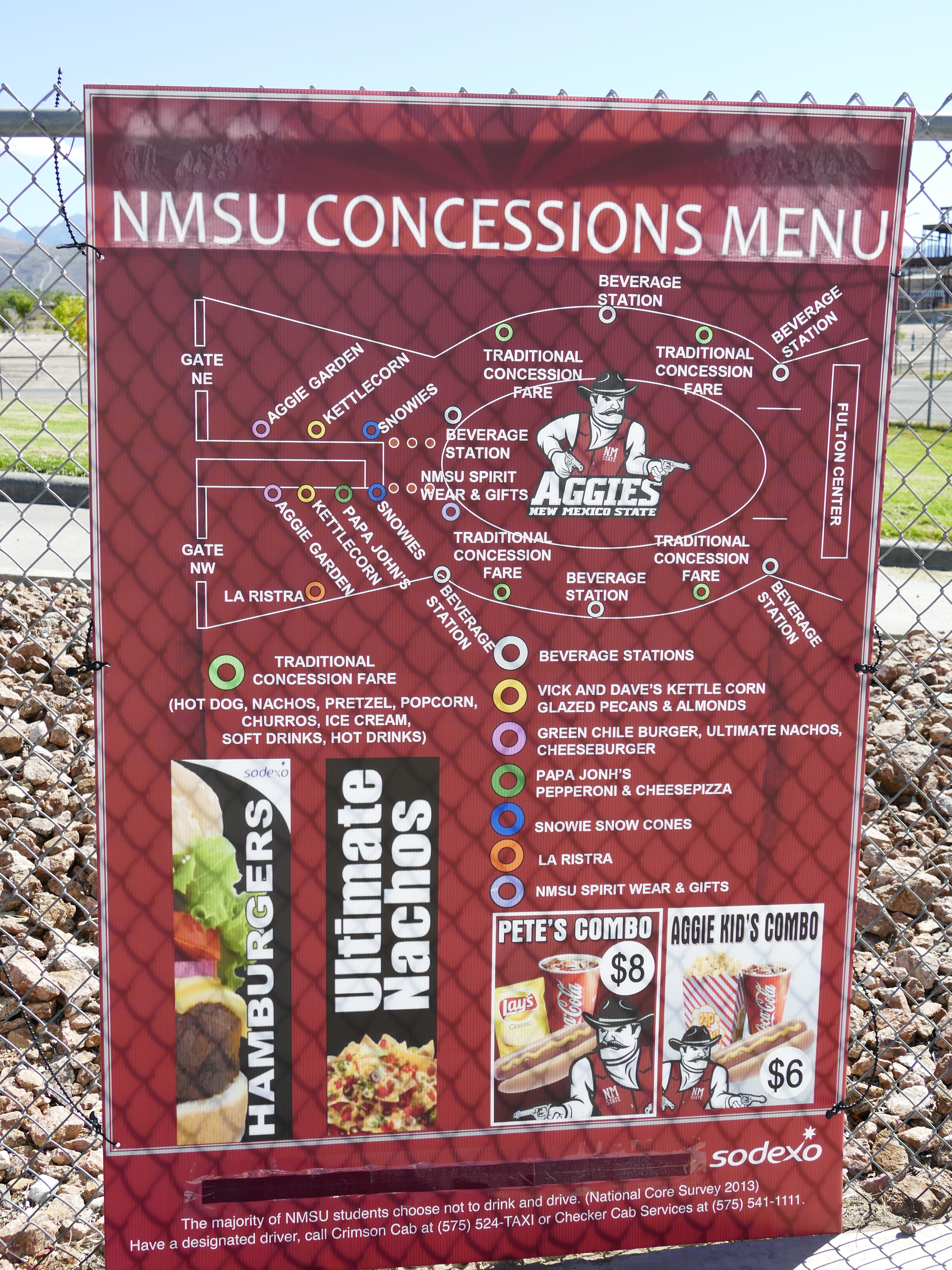
Carte du stade
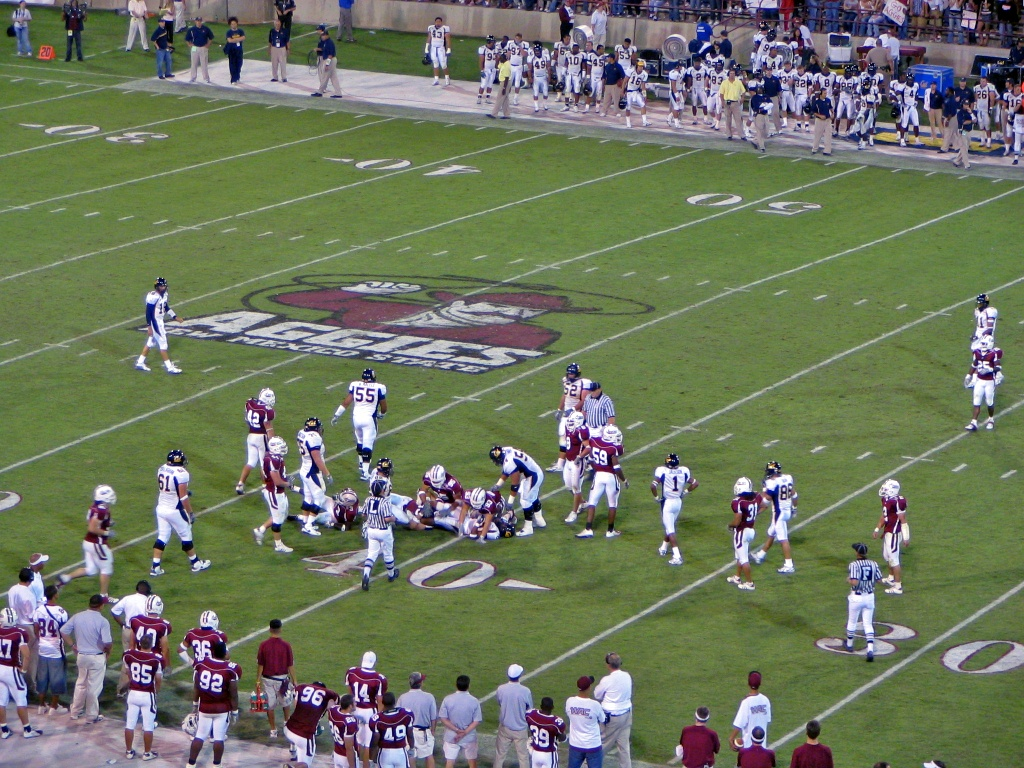
Match entre les NMSA et les Cal Bears